# 산조르조라몰라라
산조르조라몰라라(이탈리아어: San Giorgio La Molara)는 이탈리아 캄파니아주 베네벤토도의 코무네다. 나폴리로부터 북동쪽 70km 베네벤토로부터 북동쪽 20km 거리에 있다.